# Пета изтребителна авиобаза
Авиобаза Равнец е поделение на Военновъздушните сили на България край село Равнец, област Бургас.
Разполага с летище с 2 писти (дълги 2,6 и 2 км съответно), с покритие от бетонови плочи и обработени със смола фуги.
От 1950-те до 1990-те години базата е основна въздушна отбранителна единица на южната част на морската граница и заедно с базата в Безмер охранява югоизточната сухопътна граница.

## Кратка история
Летището край Равнец започва да се използва като военно на 14 и 15 май 1953 г., когато 15-и изтребителен авиополк се пребазира на него.
През 1989 г. полкът е преоборудван с изтребители МиГ-29 (първият каца в базата на 15 юни).
В периода от 1999 до 2001 г. техниката и пилотите са предислоцирани в базата в Граф Игнатиево, а базата в Равнец е оставена като резервно летище за ремонти и аварийно кацане.

## История
На 14 август 1950 г. 26-и изтребителен аиополк (наследник на покрития със слава при отбраната на София от американските бомбардировки 2/6 орляк) е преномериран на 15-и изтребителен авиационен полк. По това време поделението е базирано на летище Божурище (пребазиран няколко месеца по-рано – през март – от летище Карлово). 15-и авиополк е първопроходец в усвояването на реактивната техника в България – през май 1950 г. – Як-23. През втората половина на 1951 г. полкът е превъоръжен с МиГ-15. На 14 април 1952 г. поделението е пребазирано на летище Безмер, а четири месеца по-късно – на новопостроеното летище Равнец. Малко по-късно полкът е превъоръжен с МиГ-17Ф.
От май 1963 г. (след разформироването на 27-и изтребителен авиополк в Балчик), 15-и иап става поделение с двойно базиране – две ескадрили на летище Равнец (една с МиГ-17 и една с МиГ-17ПФ от разформирования 27-и иап), и една ескадрила (трета) на летище Балчик, с МиГ-17Ф.
През 1967 г. първа ескадрила от 15-и иап е превъоръжена с 12 изтребителя МиГ-21ПФМ. През 1970 г. полкът отново преминава на двуескадрилна структура – първа ескадрила в Равнец (МиГ-21ПФМ) и втора в Балчик (МиГ-17ПФ и МиГ-17Ф). През 1978 г. и втора ескадрила е превъоръжена с МиГ-21ПФМ (втора ръка, подарени от СССР).
За една година (от есента на 1983 г. до септември 1984 г.) полкът отново е с триескадрилна структура – отново е създадена трета ескадрила с идеята тя да бъде превъоръжена с прехващачи МиГ-25ПД, но скоро тази идея е изоставена, в интерес превъоръжаването на Габровница с МиГ-23МЛД.
През 1988 г. летци и ИТС от първа ескадрила заминават на обучение в СССР и от лятото на следващата година започва превъоръжаването на подразделението с МиГ-29, завършило през 1990 г.
От 1990 г. и втора ескадрила е превъоръжена с МиГ-21бис (пак втора ръка, пак подарък от СССР).
От 1 септември 1994 г. 15-и иап е разформирован и на негова база се създават две авиобази – 5-а в Равнец и 6-а в Балчик.
През 2000 г. 5-а иаб е преобразувана в 5-а авиотехническа база, с което на практика се прекратява нейното съществуване.

## Важни събития за авиобазата
- 1953 – 14 – 15 май – 15-и изтребителен авиополк с две есдкадрили се пребазира от летище Безмер на летище Равнец.
- 1953 – есен – на летище Равнец се пребазира трета ескадрила.
- 1957 – на въоръжение идва МИГ-17.
- 1963 – трета ескадрила се пребазира в Балчик.
- 1955 – на въоръжение идва МИГ-21.
- 1989 – 15 юни – в базата идва МИГ-29.
- 1999 – самолетите напускат Равнец.
- 2002 – авиобазата окончателно е закрита.